# Höherer Kommandeur der Luftnachrichten-Funkaufklärung
Der Höhere Kommandeur der Luftnachrichten-Funkaufklärung war eine Dienststellung der Luftwaffe der Wehrmacht.

## Geschichte
Der Höhere Kommandeur der Luftnachrichten-Funkaufklärung wurde am 5. Dezember 1944 im Luftgau III eingerichtet. Zu diesem Zeitpunkt wurde auch der Luftnachrichten-Funkaufklärungsführer Reich aufgestellt und der Dienststelle unterstellt.
Höherer Kommandeur der Luftnachrichten-Funkaufklärung war Generalmajor Wilhelm Klemme.

## Gliederung
- Luftnachrichten-Funkaufklärungsführer Reich
- Luftnachrichten-(Funkkaufklärungs-)Regiment 351
- Luftnachrichten-(Funkkaufklärungs-)Regiment 352
- Luftnachrichten-(Funkkaufklärungs-)Regiment 353
- Abteilung 350
- Abteilung 355